# Dar śmiechu
Dar śmiechu – w chrześcijaństwie charyzmatycznym specjalny dar towarzyszący m.in. przeżyciu chrztu w Duchu Świętym lub wzruszeniu modlitewnemu.